# Il ciclone (film)
Il ciclone è un film del 1996 diretto e interpretato da Leonardo Pieraccioni.

## Trama

La famiglia Quarini; dall'alto, in senso orario: Levante (Pieraccioni), Osvaldo (Sergio Forconi), Selvaggia (Barbara Enrichi) e Libero (Massimo Ceccherini).

Toscana, giugno 1996. Levante Quarini è un giovane ragioniere commercialista che vive la sua quotidiana routine di provincia, insoddisfatto del suo rapporto con le donne. Il suo lavoro consiste nel tenere la contabilità di molte attività del paese, tra cui quella del negozio di alimentari e quella della simpatica erborista di origini napoletane Carlina, sua ex compagna di scuola e da sempre innamorata di lui. Abita in un tipico casolare toscano isolato in aperta campagna a pochi passi dalle colline con il padre Osvaldo, accanito e assiduo lettore de l'Unità dallo spirito rivoluzionario, il fratello Libero, che dipinge quadri con domande teologiche e la sorella Selvaggia, farmacista segretamente lesbica legata alla sua collega di lavoro Isabella. Inoltre, ogni volta che ritorna a casa, ha l'abitudine di fermarsi per strada a dialogare con il nonno Gino che abita completamente solo. 
Un giorno, il cartello che indica dove si trova l'agriturismo Arcobaleno cade: a causa di ciò, l'indomani all'imbrunirsi del crepuscolo serale, un pullman composto da un gruppo di cinque ballerine spagnole di flamenco e l'organizzatore di spettacoli Sergio Naldone, giunti nel paese toscano di Levante, sbaglia destinazione trovandosi al casolare invece che all'agriturismo. Nel frattempo, non vedendo arrivare nessuno, l'agriturismo cede le camere prenotate e il gruppo, ritrovandosi senza alloggio, chiede ospitalità alla famiglia Quarini. Durante la loro permanenza nella cascina, Levante si innamora perdutamente della danzatrice Caterina, che però sta vivendo una storia burrascosa con il fidanzato Alejandro, fissato con la caccia; Selvaggia si scopre attratta da Penelope, un'altra ballerina della compagnia, mentre l'impresario Sergio riscopre l'amore con Franca, la barista del paese.
Intanto la tournée salta e il gruppo deve tornare in Spagna. Perciò l'intera compagnia si stabilisce al Grand Hotel Cavour di Firenze, e si ritroverà, assieme a Levante e Selvaggia, per una cena al ristorante Beatrice; per trovare un'accompagnatrice a Levante, Selvaggia consiglia al fratello di invitare Carlina che, dopo aver alzato il gomito, dà il meglio di sé inventando amplessi mai avvenuti con Levante in stile Harry, ti presento Sally..., portando lo scompiglio e suscitandogli incredibile vergogna di fronte a tutti i presenti alla tavolata.
Nel corso della serata irrompe pure Isabella, visibilmente arrabbiata con Selvaggia, tanto da scatenare una scenata di gelosia. Tornati in albergo, Caterina e il fidanzato Alejandro litigano furiosamente e si lasciano. Levante allora coglie al volo l'occasione e porta Caterina in giro per Firenze: i due si baceranno per tutta la notte, ma l'indomani Caterina viene accompagnata alla Stazione di Santa Maria Novella per prendere il treno che la porterà all'aeroporto di Roma e successivamente a Madrid. 
Un anno dopo, il 16 giugno 1997, viene celebrato il matrimonio tra Naldone e Franca, mentre Levante comincia una nuova vita in Spagna, continuando il suo lavoro di contabile assieme a Caterina, con la quale avrà anche un figlio che nascerà lo stesso giorno in cui verrà a mancare il proprio bisnonno: Levante, legato da sempre a suo nonno Gino, darà lo stesso nome anche a suo figlio. 

## Produzione

### Cast

Lorena Forteza e Leonardo Pieraccioni nell'estate 1996 sul set del film Il Ciclone.

Inizialmente il personaggio di Caterina doveva essere interpretato da Inés Sastre, la quale rifiutò di prendere parte al film venendo rimpiazzata da Lorena Forteza.

### Riprese
Il casolare in cui abitano i protagonisti del film si trova nei pressi di Laterina, paesino immerso nelle campagne toscane in provincia di Arezzo, mentre le scene all'interno del paese sono state girate nei borghi di Poppi e Stia, entrambi comuni della vallata del Casentino. Il motorino utilizzato nel film è un Motobécane 40VL Mobymatic (trasmissione a variatore), che nel film viene identificato semplicemente come "motorino serie Luxe immatricolato 1979".

## Accoglienza

### Incassi
Il film, uscito nelle sale il 20 dicembre 1996, ha incassato complessivamente oltre 50 miliardi di lire , record nella stagione cinematografica 1996-1997. Con 28085461 € è il 23º maggior incasso nella storia del cinema italiano.

## Distribuzione televisiva
Il film andò in onda in TV per la prima volta su Canale 5 l'8 novembre 1999 per poi essere replicato sempre sulla stessa rete, su Rai 1, su Italia 1 e su Cine34.

## Colonna sonora
- 2 The Night - Ottmar Liebert
- The Rhythm Is Magic - Marie Claire D'Ubaldo
- Born Slippy - Underworld (presente nella versione cinematografica, in quella in VHS e nella versione restaurata da Luce Cinecittà in 4K presente su Mediaset Infinity, nelle successive edizioni è stata sostituita da una musica strumentale di Claudio Guidetti con il titolo Il ciclone[5])

## Riconoscimenti
- 1997 – David di Donatello
  - Migliore attrice non protagonista a Barbara Enrichi
  - David scuola a Leonardo Pieraccioni
  - David speciale a Leonardo Pieraccioni
  - Candidatura al miglior film
  - Candidatura al migliore attore protagonista a Leonardo Pieraccioni
  - Candidatura al migliore attore non protagonista a Massimo Ceccherini
  - Candidatura alla migliore sceneggiatura a Giovanni Veronesi e Leonardo Pieraccioni
  - Candidatura al miglior montatore a Mirco Garrone
- 1997 – Nastro d'argento
  - Migliore attore protagonista a Leonardo Pieraccioni
  - Migliore sceneggiatura a Giovanni Veronesi e Leonardo Pieraccioni
  - Candidatura alla migliore attrice non protagonista a Barbara Enrichi
  - Candidatura al migliore attore non protagonista a Massimo Ceccherini
- 1997 – Globo d'oro
  - Miglior attore a Leonardo Pieraccioni
- 1997 – Ciak d'oro
  - Miglior film a Leonardo Pieraccioni[6]
  - Miglior regia a Leonardo Pieraccioni[6]